# Simon Bantsimba
Simon Bantsimba (Brazzaville, 1950. március 30. –) kongói nemzetközi labdarúgó-játékvezető.

## Pályafutása
A nemzeti játékvezetéstől 1989-ben visszavonult.
A Nemzetközi Labdarúgó-szövetség (FIFA) 1984-től tartotta nyilván bírói keretében. A FIFA JB központi nyelvei közül a franciát beszéli. Több nemzetek közötti válogatott (Labdarúgó-világbajnokság, Afrikai nemzetek kupája), valamint klubmérkőzést vezetett, vagy működő társának partbíróként segített. Az aktív nemzetközi játékvezetéstől 1989-ben búcsúzott.
Az 1985-ös U16-os labdarúgó-világbajnokságon, valamint az 1987-es U16-os labdarúgó-világbajnokságon a FIFA JB hivatalnokként foglalkoztatta.
| Időpont            | Helyszín                   | Mérkőzés típusa              | Mérkőzés                 | Eredmény | Nézők száma |
| ------------------ | -------------------------- | ---------------------------- | ------------------------ | -------- | ----------- |
| 1985. augusztus 2. | Városi Stadion, Dalian     | csoportmérkőzés (C. csoport) | Costa Rica–Olaszország   | 0 – 2    | 30 000      |
| 1987. július 14.   | Központi Stadion, Montréal | csoportmérkőzés (C. csoport) | Franciaország–Ausztrália | 4 – 1    | 4400        |

Az 1986-os labdarúgó-világbajnokságon, illetve az 1990-es labdarúgó-világbajnokságon a FIFA JB bíróként alkalmazta. Selejtező mérkőzéseket a CAF zónában vezetett.
| Időpont           | Helyszín                                | Mérkőzés típusa                       | Mérkőzés                                     | Eredmény |        |
| ----------------- | --------------------------------------- | ------------------------------------- | -------------------------------------------- | -------- | ------ |
| 1984. július 1.   | Nemzeti Stadion, Luanda                 | (1986 vb) előselejtező (első forduló) | Angola–Szenegál                              | 1 – 0    |        |
| 1985. április 21. | Központi Stadion, Accra                 | (1986 vb) előselejtező (2. kör)       | Ghána–Elefántcsontpart                       | 2 – 0    |        |
| 1989. január 8.   | Félix Houphouët-Boigny Stadion, Abidjan | (1990 vb) előselejtező (2. kör)       | Elefántcsontparti labdarúgó-válogatott–Líbia | 1 – 0    | 30 032 |
| 1989. június 25.  | Cidadela Stadion, Luanda                | (1990 vb) előselejtező (2. kör)       | Angolai labdarúgó-válogatott–Kamerun         | 1 – 2    | 60 000 |

Az 1986-os afrikai nemzetek kupája, valamint az 1988-as afrikai nemzetek kupája  labdarúgó-tornán a CAF JB bíróként alkalmazta.
| Időpont           | Helyszín                       | Mérkőzés típusa              | Mérkőzés       | Eredmény | Nézők száma |
| ----------------- | ------------------------------ | ---------------------------- | -------------- | -------- | ----------- |
| 1986. március 14. | Városi Stadion, Alexandria     | csoportmérkőzés (B. csoport) | Marokkó–Zambia | 1 – 0    | 10 000      |
| 1988. március 17. | Moulay Abdellah Stadion, Rabat | csoportmérkőzés (B. csoport) | Egyiptom–Kenya | 3 – 0    | 12 000      |

1995-ben a nemzetközi játékvezetés hírnevének erősítése, hazájában 10 éve a legmagasabb Ligában (osztályban) folyamatosan tevékenykedő, eredményes pályafutása elismeréseként, a FIFA JB felterjesztésére az 1965-ben alapított International Referee Special Award címmel és oklevéllel tüntette ki.